# Anatosuchus
Anatosuchus is een geslacht van uitgestorven notosuchiërs behorend tot de Crocodyliformes dat leefde tijdens het Vroeg-Krijt in het gebied van het huidige Niger.

## Vondst en naamgeving
In 2000 ging Paul Sereno, na eerdere expedities, opnieuw bij Gadoufaoua in Niger opgravingen verrichten in de Ténéréwoestijn. Een van zijn teamleden, Jack Lee Conrad, die op eigen houtje op verkenning was uitgegaan, vond daarbij de schedel van een lid van de Crocodylomorpha in een knol hematiet. Sereno liet het fossiel zo snel mogelijk uit het keiharde moedergesteente verwijderen.
Sereno publiceerde al in 2003 een korte beschrijving waarin hij samen met Christian Sidor, Hans Larsson en Boubacar Gado de typesoort Anatosuchus minor benoemde. De geslachtsnaam is een combinatie van het Latijn anas, 'eend' met een gelatiniseerd Oudgrieks σοῦχος, souchos, de naam van de Egyptische krokodillengod, als verwijzing naar de snuit die lijkt op een eendensnavel. In het Engels kreeg het dier de bijnaam Duc Croc. De soortaanduiding betekent 'de kleinere' in het Latijn, een verwijzing naar de geringe lichaamsomvang.
Het holotype MNN GAD603 (eerder MNN GDF603) is gevonden in de bovenste Elrhazformatie, Aptien-Albien. Het bestaat uit een vrijwel volledige schedel met onderkaken. Het gaat om een jong dier. Het maakt deel uit van de collectie van het Musée National du Niger, te Niamey.
In 2009 werd de soort meer in detail beschreven. Daarbij werden ook twee volwassen exemplaren toegewezen: specimen MNN GAD17, een skelet met schedel gevonden in zandsteen; en specimen MNN GAD18, een linkeronderkaak.

## Beschrijving

### Grootte en onderscheidende kenmerken

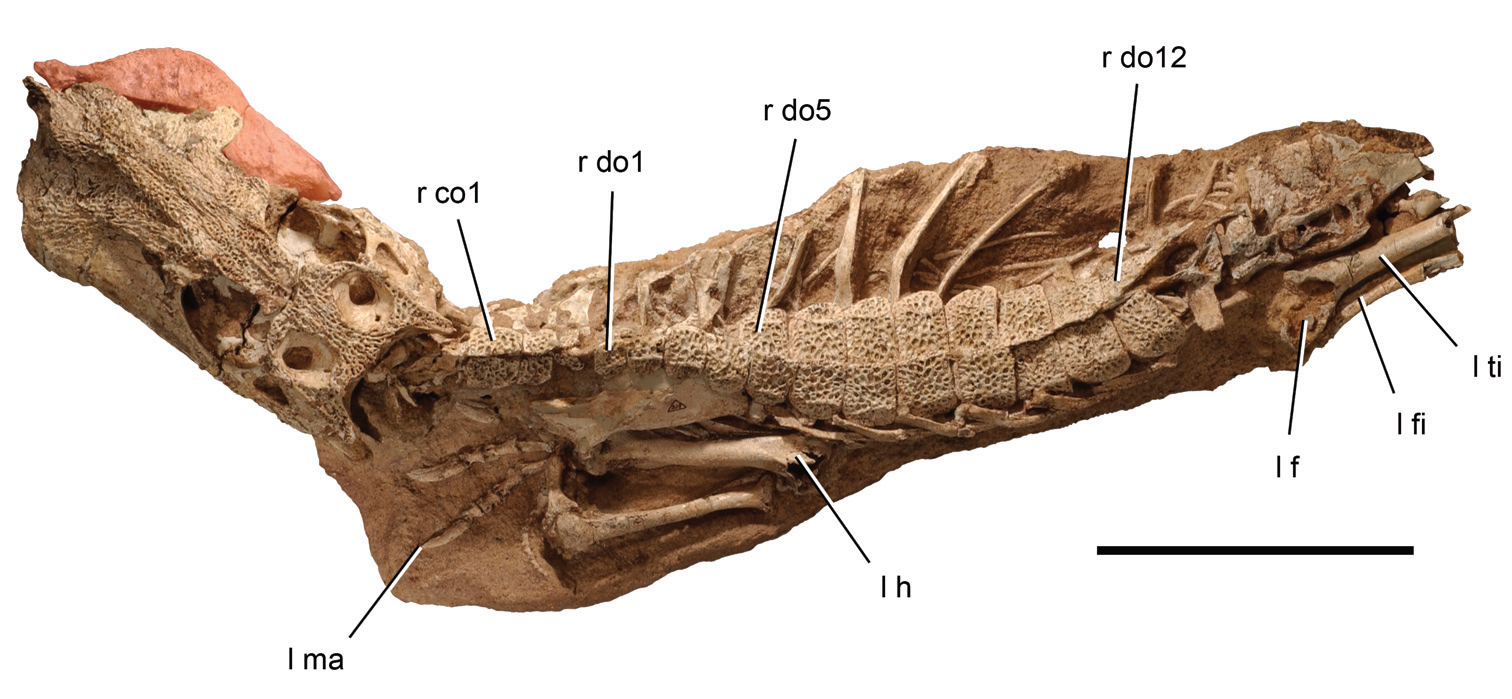
Het toegewezen skelet

Anatosuchus is een vrij kleine crocodyliform. In 2003 werd de lichaamslengte geschat op zeventig centimeter. Indertijd werd niet begrepen dat het om een onvolgroeid dier ging. In 2009 werd de lengte geschat op een kleine meter.

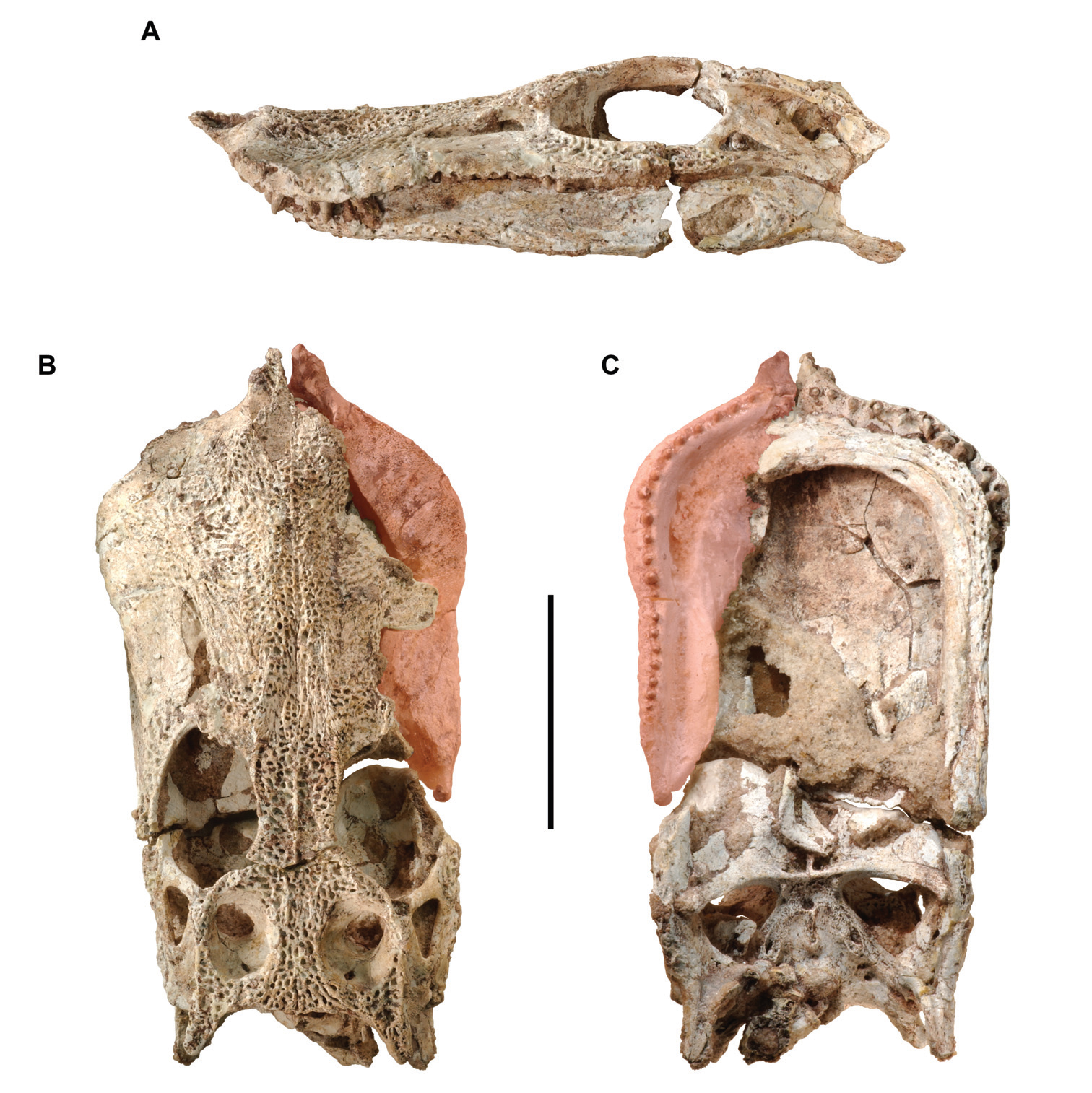
De schedel

In 2009 werd een herziene lijst van onderscheidende kenmerken gegeven. De snuit is laag en overdwars zo verwijd dat hij het breedste deel van de schedel vormt. De beenbalk tussen de neusgaten heeft een brede basis en steekt naar voren puntig buiten de verdere voorste snuitrand uit. De neusgaten zijn lensvormig. De neusbrug verbreedt zich overdwars achter de neusgaten. Het voorste deel van de onderkaken, waar ze elkaar raken, steekt naar boven uit en is tandeloos. Op het in de lengterichting lopend deel van de tak van het dentarium van de onderkaak bevindt zich een zijdelings naar buiten uitstekend beenplateau dat doortrokken is van aderkanalen. Langs de voorste snuitrand liggen vergrote openingen voor aderkanalen. De voorste snuitrand bij de praemaxilla en het bovenkaaksbeen is glad, verticaal gericht en scherp afstekend. Op het deel van de onderkaak dat vooraan overdwars loopt wordt het spleniale doorboord door een ovaal foramen. Er staan zes tanden in de praemaxilla. De tandenrij in de praemaxilla en het voorste bovenkaaksbeen maakt een hoek van vijfentwintig graden met het horizontale vlak, naar onderen en beneden gericht richting de hoek van de snuit. De grootste boventanden en ondertanden, namelijk de vierde maxillaire tand en de twaalfde dentaire tand, staan in de L-vormige buiging van de snuithoek. Op de nek liggen vier paar osteodermen die naar achteren in grootte afnemen. De hand is groot met een lengte die gelijk is aan dertig procent van de schedellengte. De handklauwen, die bij crocodylomorfen alleen op de eerste drie vingers voorkomen, zijn langwerpig en zwak gebogen. De vierde vinger heeft zes kootjes.

### Skelet

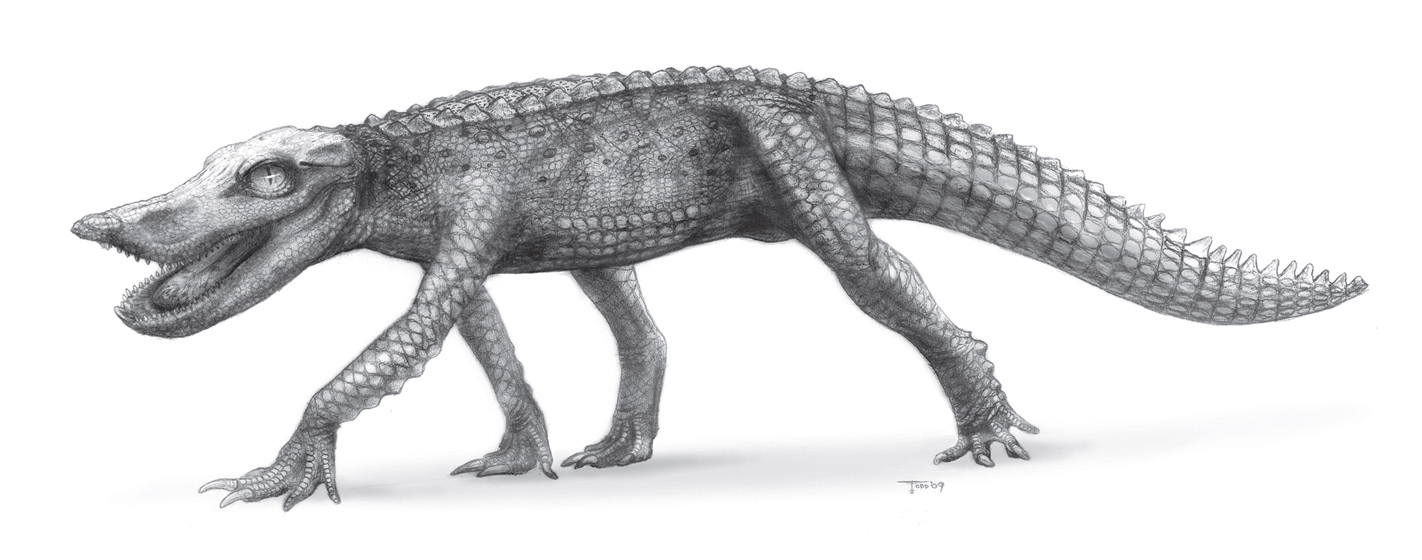
Anatosuchus stond vrij hoog op de poten

In de oorspronkelijke beschrijving werd de vorm van de schedel fout geïnterpreteerd door beschadigingen. Er werd gedacht dat de hoeken van de snuit schuin waren afgesneden en dat er zich een grote inkeping bevond in de voorste snuitrand. In feite loopt de snuit vooraan extreem breed uit en vormden de neusbeenderen een vooruitstekende punt. Bij volwassen exemplaren is de snuit ook nog eens breder en langer ten opzichte van de rest van de schedel. Bij het holotype is de schedellengte zevenennegentig millimeter, bij MNN GAD17142,4 millimeter. In zijaanzicht is de snuit zeer plat met spleetvormige neusgaten en vormt een soort 'wipneus'. Het aantal premaxillaire tanden werd in 2003 ook één te laag geschat op vijf. Het holotype heeft vijftien maxillaire tanden; dat neemt bij het volwassen dier toe tot negentien. Het aantal dentaire tanden in de onderkaak is bij de volwassen vorm eenentwintig. De tanden zijn kegelvormig en iets naar binnen gekromd. De kroonbasis is licht verbreed ten opzichte van de wortel maar er is geen echte insnoering.
Bij het volwassen dier zijn de onderkaken sterk U-vormig verbreed.
De wervelkolom telt vermoedelijk acht halswervels en zestien ruggenwervels, net als bij moderne krokodilachtigen maar minder dan bij Notosuchus.
De voorpoten zijn tamelijk lang met een lichtgebouwd opperarmbeen. In de pols is het radiale een zwaar element. De hand is zeer lang met een derde vinger die tachtig procent heeft van de lengte van de onderarm. Vooral de handklauwen zijn lang met een nauwe lengtegroeve aan de zijkant die naar voren toe vervloeit met de bovenrand. De onderkant is van achteren gewelfd, vooraan plat. Deze bouw is ongebruikelijk.

## Fylogenie
Anatosuchus werd in 2003 binnen de Metasuchia in de Notosuchia en meer bepaald in de Comahuesuchidae geplaatst, als zustersoort van de Zuid-Amerikaanse Comahuesuchus. De overeenkomsten met die vorm zoals een vermeend diasteem tussen beide premaxillare tandrijen, bleken achteraf echter het gevolg van erosie van het holotype. In 2009 werden ze niet meer gezien als zustersoorten. Een verwantschap werd nu verondersteld met Simosuchus uit Madagaskar.

## Levenswijze
Uit de vorm van de snuit en de tanden werd in 2009 afgeleid dat Anatosuchus leefde van kleine gewervelden of zachte ongewervelden. De hersenen zijn ongeveer even groot als bij moderne krokodilachtigen. In het leefgebied van Anatosuchus kwam ook Araripesuchus wegeneri voor.